# Ogyges quichensis
Ogyges quichensis es una especie de coleóptero de la familia Passalidae.

## Distribución geográfica
Habita en México y Guatemala.